# 林烴
林烴（1540年—1616年），字貞燿，號仲山，福建福州府閩縣林浦鄉人，明朝政治人物。

## 生平
嘉靖四十年（1561年）辛酉科應天鄉試第一百十五名舉人，嘉靖四十一年（1562年）聯捷壬戌科會試第一百九十五名，二甲第二十七名進士。授戶部主事，升太平府知府，萬曆八年（1580年）正月升廣西按察司副使，十一月兄長林燫去世後，林烴稱病請歸養父。
萬曆二十五年（1597年）起復浙江按察司副使，五月升廣東左參政，二十六年五月升太僕寺少卿，并屢次上奏陳免礦稅。三十二年八月升南京太僕寺卿，三十四年八月升南京大理寺卿，三十八年三月升刑部右侍郎，三十九年八月官至南京工部尚書，四十一年正月稱病致仕歸鄉，四十四年正月卒，享年七十七。

## 家族
曾祖林鏐，知府 贈南京吏部尚書 加贈太子太保；祖父林瀚，南京兵部尚書 贈太子太保 諡文安；父林庭機，禮部尚書。母李氏（累封淑人）。具慶下。兄林炫（南京通政司參議）、林煬（知府）、林𤌍、林爌（工正）、林烺、林爚、林燫（翰林院修撰）、林燆、林烐、林炯、林熥、林㷄、林烒，弟林灮、林熊、林羆。
林氏三代中有五名尚書，均內行修潔，為時政所稱。史稱「三代五尚書，七科八進士」。